# ورید تیبیال قدامی
ورید تیبیال قدامی (به انگلیسی: Anterior tibial vein) یکی از دو سیاهرگ اصلی ساق پا است.
این سیاهرگ خون نواحی پشت پا را دریافت کرده و از کمپارتمان قدامی ساق پا عبور کرده و در حفره پشت‌زانو به ورید تیبیال خلفی پیوسته و سیاهرگ پشت‌زانویی را تشکیل می‌دهد.
در ساق پا دو ورید تیبیال قدامی با سرخرگ هم‌نام در ناحیه خارجی ساق پا از ممبران بین‌استخوانی مابین درشت‌نی و نازک‌نی طی مسیر می‌کنند.